# The Dance at Aleck Fontaine's
The Dance at Aleck Fontaine's è un cortometraggio muto del 1915 diretto da Henry Oyen.

## Produzione
Il film fu prodotto dalla Essanay Film Manufacturing Company.

## Distribuzione
Distribuito dalla General Film Company, il film - un cortometraggio a una bobina - uscì nelle sale cinematografiche USA il 2 marzo 1915.
Viene citato in Moving Picture World del 27 febbraio 1915.